# کیمواوکی ماوه
کیمواوکی ماوه (به لهستانی:  Kiemławki Małe) یک روستا در لهستان است که در گمینا بارچیانه واقع شده‌است. کیمواوکی ماوه  ۵۰ نفر جمعیت دارد.